# Kan-č'
Kan-č', šedesátkový cyklus nebo také systém kmenů a větví (čínsky: 干支; pchin-jin: gānzhī), sloužil k počítání času v Číně, na Tchaj-wanu, v Japonsku, Koreji a Vietnamu. Nejstarší podoba tohoto systému je zachycena na věštebných kostech a želvích krunýřích z období Šang. Je tvořen celkem 60 kombinacemi 10 nebeských kmenů (čínsky: 天干; pchin-jin: tiāngān) a 12 pozemských větví (čínsky: 地支; pchin-jin: dìzhī). Dnes je používán jen šedesátiletý cyklus, který byl zaveden za dynastie Chan, dříve se pomocí šedesátkové soustavy počítaly i měsíce, dny a hodiny.
Obraz "převráceného stromu", jehož větve se vzpínají směrem k zemi, není jen čínskou záležitostí. Tento koncept najdeme např. v indické filozofii, a to od védského období.
12 větví je obvykle asociováno s posloupností 12 zvířat čínského zvěrokruhu, zatímco 10 kmenů s učením o pěti prvcích, z nichž každý se vyskytuje dvakrát, v souvislosti s principy jin a jang. Číslo 10 zároveň odkazuje na starší čínský týden o 10 dnech (čínsky: 旬; pchin-jin: xún). Týden o 7 dnech pravděpodobně nebyl zaveden dříve než za dynastie Sung. 

## Obdoba pro jiné časové úseky

### Čtyři pilíře osudu
Názvy jednotlivých roků šedesátiletého cyklu jsou tvořeny vždy jedním znakem pro kmeny a jedním znakem pro větve: tak např. první rok nového cyklu je 甲子 (pchin-jin: jiǎzǐ). Stejnou metodou lze označit cykly 60 měsíců, 60 dní a 60 dvojhodin a těchto osm znaků (čínsky: 八字; pchin-jin: bāzì) zachycuje datum narození a určuje dle čínské astrologie životní cestu člověka.

## 10 nebeských kmenů
| Kmeny | čínsky | pchin-jin | element |
| ----- | ------ | --------- | ------- |
| 1     | 甲     | jiǎ       | dřevo   |
| 2     | 乙     | yǐ        | dřevo   |
| 3     | 丙     | bǐng      | oheň    |
| 4     | 丁     | dīng      | oheň    |
| 5     | 戊     | wù        | země    |
| 6     | 己     | jǐ        | země    |
| 7     | 庚     | gēng      | kov     |
| 8     | 辛     | xīn       | kov     |
| 9     | 壬     | rén       | voda    |
| 10    | 癸     | guǐ       | voda    |

## 12 pozemských větví
| Větve | čínsky | pchin-jin | zvíře  |
| ----- | ------ | --------- | ------ |
| 1     | 子     | zǐ        | krysa  |
| 2     | 丑     | chǒu      | buvol  |
| 3     | 寅     | yín       | tygr   |
| 4     | 卯     | mǎo       | zajíc  |
| 5     | 辰     | chén      | drak   |
| 6     | 巳     | sì        | had    |
| 7     | 午     | wǔ        | kůň    |
| 8     | 未     | wèi       | koza   |
| 9     | 申     | shēn      | opice  |
| 10    | 酉     | yǒu       | kohout |
| 11    | 戌     | xū        | pes    |
| 12    | 亥     | hài       | prase  |